# Nodar Kumaritasvili

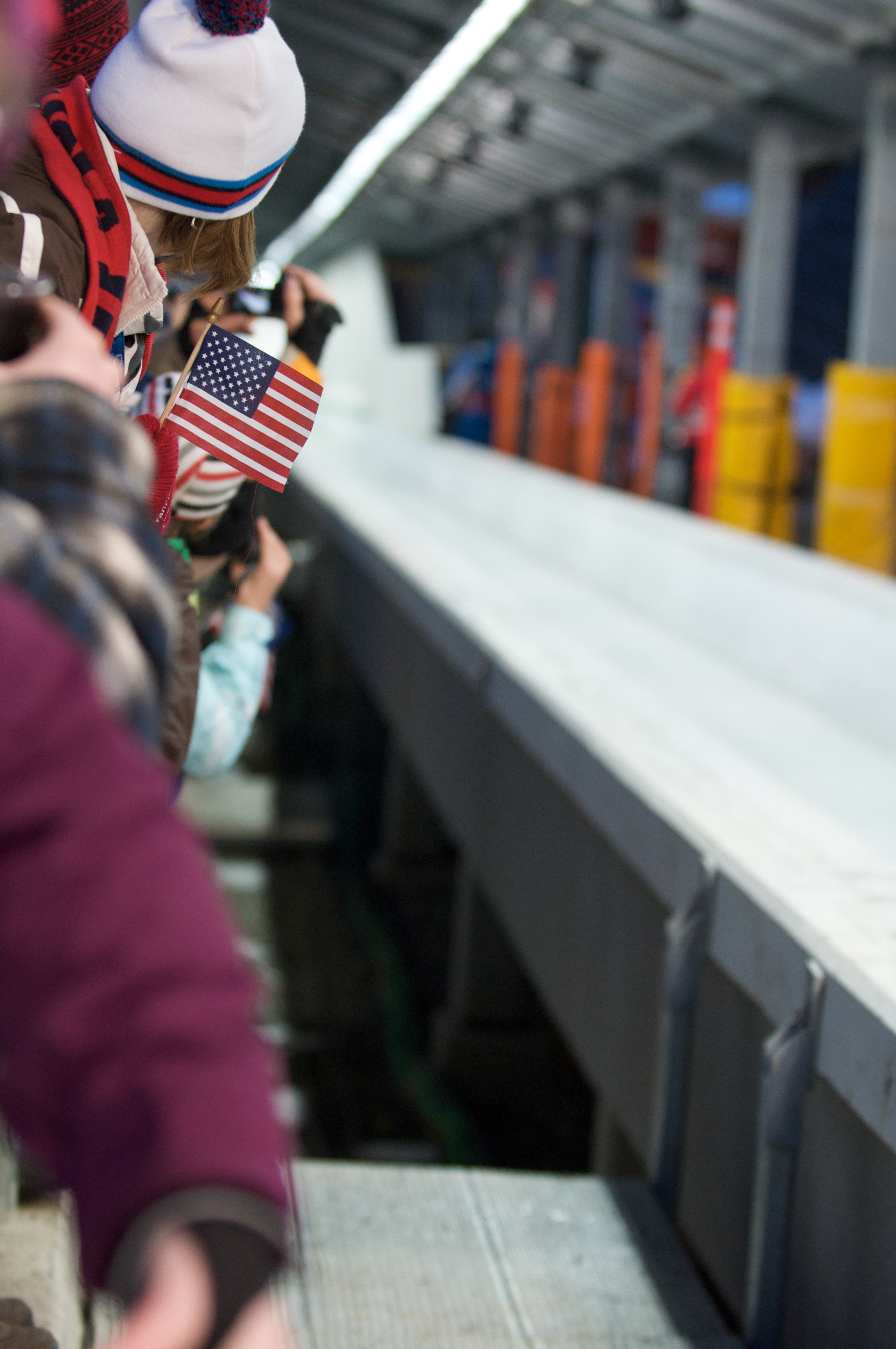
Nodar Kumaritasvili balesetének helyszíne

Nodar Kumaritasvili (grúzul: ნოდარ ქუმარიტაშვილი; Borzsomi, 1988. november 25. – Whistler, 2010. február 12.) grúz szánkós. Édesapja a Grúz Szánkó Szövetség elnöke. Nemzetközi szinten a legjobb eredménye egy 28. hely a világkupa 2009/2010-es sorozatának, Cesana Pariolban, Olaszországban megrendezett fordulójában.

## Élete
Kumaritasvili végzetes balesetet szenvedett a 2010-es olimpiát közvetlenül megelőző edzésen a Whistler Sliding Centre síközpontban található bobpályán. Az edzés során, mintegy 142 km/h (88 mérföld/óra) sebességnél elvesztette uralmát a szánkó fölött, majd kirepült a pályáról és a pálya fémszerkezetének ütközött. A sportolót a helyszínen újraélesztették, és mentőhelikopterrel elszállították a közeli kórházba, ám az életét már nem tudták megmenteni.
A grúz olimpiai csapat ennek ellenére részt vett az olimpia nyitóünnepségén, ahol a csapat tagjai fekete sállal a nyakukban és fekete szalagos grúz zászló alatt vonultak fel. Az ünnepség során egyperces néma csenddel emlékeztek a sportolóra.
Ő volt a negyedik olyan sportoló, aki egy olimpiai versenyt megelőző edzésen hunyt el. Nicolas Bochatay svéd alpesi síző, az 1992-es olimpia során, lesiklás közben bukott és egy hókotrónak ütközött; Ross Milne ausztrál síelő, az 1964-es olimpián, ugyancsak bukott és egy fának ütközött; Kazimierz Kay-Skrzypeski brit szánkós, ugyancsak az 1964-es olimpián, szenvedett halálos kimenetelű balesetet.